# Захаров, Вадим Павлович
Вади́м Па́влович Заха́ров (21 мая 1896, Санкт-Петербург, Российская империя — 18 марта 1983, Ташкент, УзССР, СССР) — российский и советский учёный, доктор технических наук (1945), профессор (1950), академик Национальной академии наук КазССР (1958), заслуженный деятель науки Казахской ССР (1961).

## Биография
Окончил Московский электротехнический институт (1923). В 1924—1926 годах работал инженером Туркводхоза, после до 1929 года — инженером-энергетиком, уполномоченным УзВСНХ, в 1929—1932 годах — главный инженер Кадырьястроя, после 2 года — заведующий электоромеханическим отделом Чирчикстроя, в 1934—1937 годах — главный инженер Узэнергопроекта. В 1944—1962 годах — старший научный сотрудник, заведующий лабораторией, в 1962—1978 годах научный консультант в Казахском НИИ энергетики. С 1978 года сотрудник Среднеазиатского НИИ ирригации (Ташкент).
Умер в Ташкенте, похоронен на Боткинском кладбище.
Разработал методику водохозяйственного и энерго-экономического расчётов для комплексных гидроузлов, рекомендации по электрификации и гидроэнергетике в республиках Средней Азии и Казахстане.
Награждён орденом Трудового Красного Знамени, орденом «Знак Почёта».
Сочинения: «Научные основы водохозяйственных и энерго-экономических расчетов ГЭС», А., 1949; «Проблемы общей энергетики и ЕЭС Казахстана», А., 1967.